# Tangkilsari (Tajinan)
Tangkilsari is een bestuurslaag in het regentschap Malang van de provincie Oost-Java, Indonesië. Tangkilsari telt 3514 inwoners (volkstelling 2010).